# ادوارد فیتزجرالد (ورزشکار)
ادوارد فیتزجرالد (انگلیسی: Edward Fitzgerald; ۳ اوت ۱۸۹۱ – ۱۸ آوریل ۱۹۶۶) بازیکن هاکی روی یخ اهل ایالات متحده آمریکا بود.